# Княжиківська сільська рада (Ружинський район)
Княжиківська сільська рада — колишня адміністративно-територіальна одиниця та орган місцевого самоврядування у Білилівському, Попільнянському і Ружинському районах Бердичівської округи, Київської й Житомирської областей Української РСР та України з адміністративним центром у с. Княжики.

## Населені пункти
Сільській раді були підпорядковані населені пункти:
- с. Княжики
- с. Сахни

## Населення
Відповідно до перепису населення СРСР, станом на 17 грудня 1926 року, чисельність населення ради становила 1 972 особи, з них, за статтю: чоловіків — 964, жінок — 1 008; етнічний склад: українців — 1 850, євреїв — 11, поляків — 108, інших — 3. Кількість господарств — 460, з них, несільського типу — 4.
Відповідно до результатів перепису населення СРСР, кількість населення ради, станом на 12 січня 1989 року, становила 675 осіб.
Станом на 5 грудня 2001 року, відповідно до перепису населення України, кількість мешканців сільської ради становила 547 осіб.

## Склад ради
Рада складалася з 12 депутатів та голови.

### Керівний склад сільської ради
| ПІБ                          | Основні відомості                                                                       | Дата обрання | Дата звільнення |
| ---------------------------- | --------------------------------------------------------------------------------------- | ------------ | --------------- |
| Стрільчук Валентина Петрівна | Сільський голова, 1955 року народження, освіта, позапартійна                            | 26.03.2006   | 31.10.2010      |
| Стрільчук Валентина Петрівна | Сільський голова, 1955 року народження, освіта середня спеціальна, член Партії регіонів | 31.10.2010   |                 |

Примітка: таблиця складена за даними джерела

## Історія
Створена 1923 року, в складі сіл Княжики та Сахни Ширмівської волості Бердичівського повіту Київської губернії. Станом на 17 грудня 1926 року в підпорядкуванні ради значиться лісова сторожка Перепища. У 1941 році в с. Сахни утворено окрему, Сахнівську сільську раду. На 1 жовтня 1941 року ліс. стор. Перепища не перебуває на обліку населених пунктів.
Станом на 1 вересня 1946 року сільська рада входила до складу Ружинського району Житомирської області, на обліку в раді перебувало с. Княжики.
11 серпня 1954 року, відповідно до указу Президії Верховної ради Української РСР «Про укрупнення сільських рад по Житомирській області», до складу ради приєднано територію та с. Сахни ліквідованої Сахнівської сільської ради Ружинського району.
На 1 січня 1972 року сільська рада входила до складу Ружинського району Житомирської області, на обліку в раді перебували села Княжики та Сахни.
Виключена з облікових даних 17 липня 2020 року. Територію та населені пункти ради, відповідно до розпорядження Кабінету Міністрів України № 711-р від 12 червня 2020 року «Про визначення адміністративних центрів та затвердження територій територіальних громад Житомирської області», включено до складу Ружинської селищної територіальної громади Бердичівського району Житомирської області.
Входила до складу Білилівського (7.03.1923 р.), Ружинського (27.03.1925 р., 4.01.1965 р.) та Попільнянського (30.12.1962 р.) районів.